# دوره عبید

دورهٔ عُبِید (حدوداً ۵۵۰۰ تا ۳۸۰۰ پیش از میلاد) دوره‌ای پیشاتاریخی در میانرودان است. نام این دوره برگرفته از تل العُبید در غرب اور استان ذی قار عراق می‌باشد که نخستین کاوش بزرگ در آن در سال ۱۹۱۹ توسط هنری هال و بعدها توسط لئونارد وولی انجام گرفت.
این دوره در جنوب میانرودان نخستین دورهٔ شناخته‌شده در سطح آبرفت است هر چند که ممکن است دوره‌های قبلتر زیر سطح آبرفت وجود داشته باشد. دورهٔ عبید در جنوب میانرودان به مدت طولانی و از حدود سال ۶۵۰۰ تا ۳۸۰۰ پیش از میلاد ادامه داشته و پس از آن جای خود را به دورهٔ اوروک داده‌است.
این دوره در شمال میانرودان فقط بین سده‌های ۵۳۰۰ و ۴۳۰۰ پیش از میلاد جریان دارد. دورهٔ عبید پس از دورهٔ حلف و دورهٔ انتقالی حلف-عبید بوده‌است. همچنین این دوره پیش از دوره آخر مس‌سنگی بوده‌است.